# Dabergotz
Dabergotz település Németországban, azon belül Brandenburgban. Lakosainak száma 668 fő (2023. december 31.).

## Népesség
A település népességének változása:
| Lakosok száma | 622  | 623  | 642  | 632  | 668  |
|               | 2017 | 2019 | 2021 | 2022 | 2023 |